# Jīntiān bùhuíjiā
Jīntiān bùhuíjiā é um filme de drama taiwanês de 1996 dirigido e escrito por Sylvia Chang. Foi selecionado como representante de Taiwan à edição do Oscar 1997, organizada pela Academia de Artes e Ciências Cinematográficas.

## Elenco
- Sihung Lung - Dr. Chen Pinyan
- Gua Ah-leh - Mrs. Chen
- Winston Chao - Chen Siming
- Rene Liu - Chen Xiaoqi
- Jordan Chan - Changgang
- Phoebe Chang - Leilei